# Mercedes La Ceiba
Mercedes La Ceiba est une municipalité du département de La Paz au Salvador.